# Вака, Даниэль
Даниэль Вака Таска (исп. Daniel Vaca Tasca; родился 3 ноября 1978 года, Санта-Крус-де-ла-Сьерра) — боливийский футболист, вратарь и капитан клуба «Стронгест». Выступал за сборную Боливии.

## Клубная карьера
Вака начал карьеру в клубе «Блуминг». В 1998 году он дебютировал в чемпионате Боливии. Даниэль был запасным вратарём и за семь лет появился на поле лишь однажды. За это время он дважды был в аренде в клубах «Ориенте Петролеро» и «Дестройерс», но ни в одном из них не смог пробиться в основу.
В 2005 году Вака перешёл в «Сан-Хосе Оруро». В новой команде он сразу же завоевал место основного вратаря. В 2007 году Ланижль впервые в карьере выиграл чемпионат Боливии. За четыре сезона он провёл за «Оруро» более ста матчей. В 2009 году Вака перешёл в «Хорхе Вильстерманн». 6 марта 2010 года в матче против «Боливара» он дебютировал за новую команду. В конце года Вака подписал контракт с клубом «Стронгест». 23 января 2011 года в поединке против «Боливара» он дебютировал за новый клуб. В составе «Стронгест» Даниэль ещё четырежды выиграл чемпионат.
22 декабря 2014 года в матче против «Ориенте Петролеро» Вака забил свой первый гол в своей карьере, реализовав пенальти в конце второго тайма.

## Международная карьера
25 февраля 2010 года в товарищеском матче против сборной Мексики Вака дебютировал за сборную Боливии. В 2011 году Даниэль был включен в заявку национальной команды на участие в Кубке Америки. На турнире он был запасным вратарём и на поле так и не вышел.

## Достижения
Командные
 «Сан-Хосе Оруро»
- Чемпионат Боливии по футболу — Клаусура 2007

 «Стронгест»
- Чемпионат Боливии по футболу — Апертура 2010
- Чемпионат Боливии по футболу — Клаусура 2011/2012
- Чемпионат Боливии по футболу — Клаусура 2012/2013
- Чемпионат Боливии по футболу — Клаусура 2013/2014